# Richard Frith
Richard Michael Cockayne Frith (* 8. April 1949 in Huntingdon, Cambridgeshire) ist ein britischer anglikanischer Theologe. Er war von 2014 bis 2019 Bischof der Diözese Hereford in der Church of England.

## Leben
Frith wurde in eine Familie von Kirchenmännern hineingeboren. Sein Vater war Canon Roger Cokayne Frith, der zeitweise Pfarrer (Vicar) von Feltwell war. Er besuchte das Marlborough College in Wiltshire. Er studierte am Fitzwilliam College der Universität Cambridge, zunächst Geschichte, wechselte jedoch dann zur Theologie. 1972 schloss er dort mit einem Diplom in Theologie ab. Zur Vorbereitung auf das Priesteramt besuchte er das St John’s Theological College in Nottingham.
1974 wurde er zum Diakon geweiht; 1975 folgte seine Priesterweihe. Seine Priesterlaufbahn begann er von 1974 bis 1978 als Hilfsvikar (Assistent Curate) in Mortlake mit Zuständigkeit für die Kirchengemeinde in East Sheen in Southwark. Von 1978 bis 1983 war er Pfarrer (Team Vicar) in Thamesmead und anschließend von 1983 bis 1992 Pfarrer (Team Rector) in Keynsham, in der Diözese Bath und Wells. Von 1991 bis 1998 war er Präbendar (Prebendary) an der Wells Cathedral. 1992 wurde er Archidiakon (Archdeacon; Vorsteher eines Kirchensprengels) von Taunton; dieses Amt hatte er bis zur Erhebung zum Bischof inne.
1998 wurde er als „Bischof von Hull“ zum Suffraganbischof im Erzbistum York in der Church of England ernannt. Sein Amt trat er offiziell im Januar 1999 an.
Im Juli 2014 wurde seine Ernennung zum Bischof von Hereford bekanntgegeben. Er wurde Nachfolger von Anthony Priddis, der im September 2013 in Ruhestand gegangen war. Seine feierliche Amtseinführung und Inthronisation als „Bischof von Hereford“ fand am 22. November 2014 in der Hereford Cathedral statt. Zum 30. November 2019 trat er in den Ruhestand.
Frith ist seit 2004 Treuhänder (Trustee) der Wohltätigkeitsorganisation The Mission to Seafarers.

## Familie und Privates
Frith ist seit April 2006 in zweiter Ehe mit seiner Ehefrau Kay verheiratet. Seine erste Ehe wurde 1999 geschieden. Er ist Vater von insgesamt vier Kindern. Er hat zwei eigene Söhne und zwei Töchter sowie vier Stiefkinder. Einer seiner Sohne ist der Labour-Abgeordnete James Frith.
Zu seinen Hobbys gehören Sport (als Zuschauer), insbesondere Cricket, und Theater.